# Cerasinops

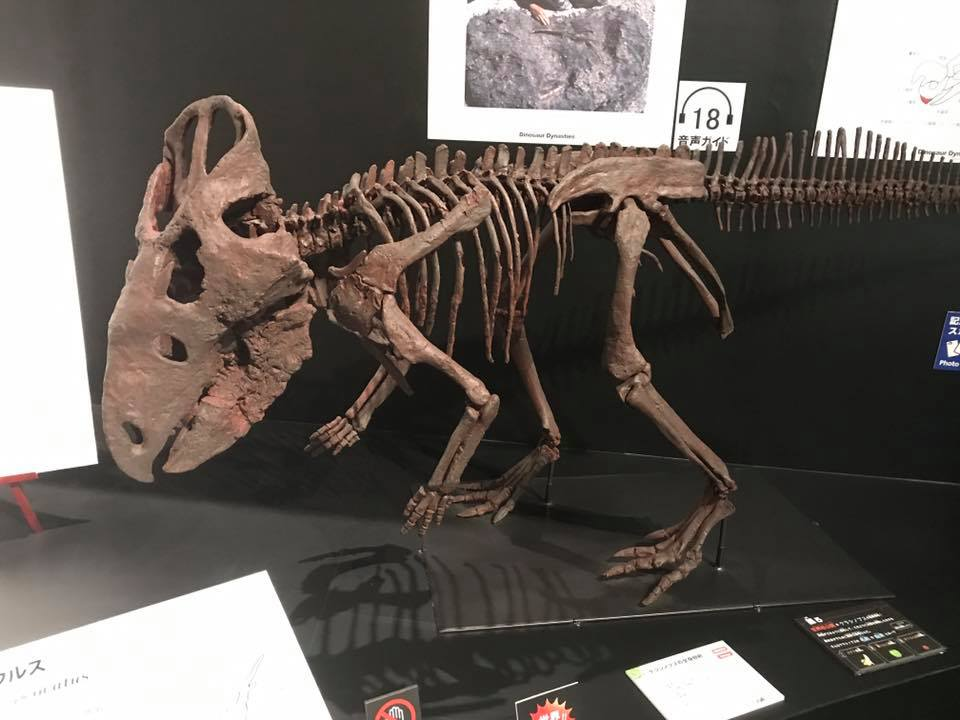
Holótipo Cerasinops

Cerasinops (de cerasin, 'cereja', e  ops, 'rosto') foi um pequeno dinossauro do grupo dos Ceratopsia. Viveu durante o Campaniano, no final do Período Cretáceo. Seus fósseis foram encontrados em Montana, nos Estados Unidos. A espécie-tipo do gênero Cerasinops é a Cerasinops hodgskissi.